# Hortipes horta
Hortipes horta là một loài nhện trong họ Corinnidae.
Loài này thuộc chi Hortipes. Hortipes horta được miêu tả năm 2000 bởi Bosselaers & Rudy Jocqué.